# Tour der neuseeländischen Rugby-Union-Nationalmannschaft nach Italien und Frankreich 1977
| Tour der All Blacks nach Italien und Frankreich 1977 | Tour der All Blacks nach Italien und Frankreich 1977 | Tour der All Blacks nach Italien und Frankreich 1977 | Tour der All Blacks nach Italien und Frankreich 1977 | Tour der All Blacks nach Italien und Frankreich 1977 |
| Übersicht                                            | S                                                    | G                                                    | U                                                    | N                                                    |
| ---------------------------------------------------- | ---------------------------------------------------- | ---------------------------------------------------- | ---------------------------------------------------- | ---------------------------------------------------- |
| Test Matches                                         | 2                                                    | 1                                                    | 0                                                    | 1                                                    |
| Sonstige Spiele                                      | 7                                                    | 7                                                    | 0                                                    | 0                                                    |
| Gesamt                                               | 9                                                    | 8                                                    | 0                                                    | 1                                                    |
|                                                      |                                                      |                                                      |                                                      |                                                      |
| Frankreich                                           | 2                                                    | 1                                                    | 0                                                    | 1                                                    |

Die Tour der neuseeländischen Rugby-Union-Nationalmannschaft nach Italien und Frankreich 1977 umfasste eine Reihe von Freundschaftsspielen der All Blacks, der Nationalmannschaft Neuseelands in der Sportart Rugby Union. Das Team reiste im Oktober und November 1977 durch Italien und Frankreich, wobei es neun Spiele bestritt. Dazu gehörten zwei Test Matches gegen die französische Nationalmannschaft, von denen die Neuseeländer eines verloren.

## Spielplan
- Hintergrundfarbe grün = Sieg
- Hintergrundfarbe rot = Niederlage

(Test Matches sind grau unterlegt; Ergebnisse aus der Sicht Neuseelands)
| #  | Datum             | Gegner                          | Ort                | Stadion                   | Ergebnis |
| -- | ----------------- | ------------------------------- | ------------------ | ------------------------- | -------- |
| 01 | 22. Oktober 1976  | XV del Presidente               | Padua              | Stadio Silvio Appiani     | 17:9     |
| 02 | 26. Oktober 1976  | Sélection française             | Brive-la-Gaillarde | Parc Municipal des Sports | 45:3     |
| 03 | 29. Oktober 1976  | Sélection française (Sud-est)   | Lyon               | Stade de Gerland          | 12:10    |
| 04 | 01. November 1976 | Sélection française (Languedoc) | Perpignan          | Stade Gilbert-Brutus      | 12:6     |
| 05 | 05. November 1976 | Sélection française (Sud-ouest) | Agen               | Stade Armandie            | 34:12    |
| 06 | 08. November 1976 | Sélection française (Sud-ouest) | Bayonne            | Stade Jean-Dauger         | 38:22    |
| 07 | 11. November 1976 | Frankreich                      | Toulouse           | Stadium Municipal         | 13:18    |
| 08 | 15. November 1976 | Sélection française             | Angoulême          | Stade Chanzy              | 30:3     |
| 09 | 19. November 1976 | Frankreich                      | Paris              | Parc des Princes          | 15:3     |

## Test Matches
| 11. November 1977 | Frankreich                                                                       | 18 : 13        | Neuseeland                                                              | Stadium Municipal, Toulouse Zuschauer: 21.358 Schiedsrichter: John West (Irland) |
| 11. November 1977 | Versuche: Paparemborde Erhöhungen: Romeu Straftritte: Romeu (3) Dropgoals: Romeu | (6:10) Bericht | Versuche: Williams Straftritte: McKechnie Williams Dropgoals: Robertson | Stadium Municipal, Toulouse Zuschauer: 21.358 Schiedsrichter: John West (Irland) |

Aufstellungen:
- Frankreich: Jean-Michel Aguirre, Roland Bertranne, Daniel Bustaffa, Gérard Cholley, Jacques Fouroux , Alain Guilbert, Jean-François Imbernon, Jean-Luc Joinel, Guy Novès, Alain Paco, Michel Palmié, Robert Paparemborde, Jean-Pierre Romeu, François Sangalli, Jean-Claude Skrela
- Neuseeland: John Black, Douglas Bruce, Mark Donaldson, Andy Haden, Brad Johnstone, Gary Knight, Laurie Knight, Brian McKechnie, Graham Mourie , Frank Oliver, Bruce Robertson, Gary Seear, Mark Taylor, Bryan Williams, Stuart Wilson 
 Auswechselspieler: Bill Osborne, Robert Stuart

| 19. November 1977 | Frankreich         | 3 : 15        | Neuseeland                                                                               | Parc des Princes, Paris Zuschauer: 33.751 Schiedsrichter: Cenydd Thomas (Wales) |
| 19. November 1977 | Straftritte: Romeu | (3:9) Bericht | Versuche: Wilson Erhöhungen: McKechnie Straftritte: McKechnie Seear Dropgoals: McKechnie | Parc des Princes, Paris Zuschauer: 33.751 Schiedsrichter: Cenydd Thomas (Wales) |

Aufstellungen:
- Frankreich: Jean-Michel Aguirre, Roland Bertranne, Daniel Bustaffa, Gérard Cholley, Jacques Fouroux , Jacques Gasc, Alain Guilbert, Jean-François Imbernon, Guy Novès, Alain Paco, Michel Palmié, Robert Paparemborde, Jean-Pierre Romeu, François Sangalli, Jean-Claude Skrela
- Neuseeland: Douglas Bruce, Andy Dalton, Mark Donaldson, Andy Haden, Brad Johnstone, Gary Knight, Laurie Knight, Brian McKechnie, Graham Mourie , Frank Oliver, Bill Osborne, Bruce Robertson, Gary Seear, Mark Taylor, Stuart Wilson